# Ospedale Psichiatrico San Lazzaro
L'Ospedale San Lazzaro è stato un ospedale psichiatrico di Reggio Emilia.

## Storia

### Dalle origini al XVII secolo
Il plesso ospedaliero sorgeva in un'area vicina a quella in cui sono stati trovati resti di una necropoli di epoca romana, rinvenuti lungo la via Emilia.
Dal 1217 in quest'area fu istituito un ricovero per malati di lebbra; venne scelta la zona orientale della città secondo la credenza che i venti che andavano da ovest a est avrebbero preservato il centro dal contagio.
Fu proprio durante il Medioevo che il luogo venne intitolato a San Lazzaro, protettore contro la peste.
Successivamente divenne poi ospizio per poveri e mendicanti; nel 1536, avvenne il primo ricovero documentato di una persona malata di mente.
Durante il XVII secolo sorsero in tutta Europa strutture con il compito di aiutare e controllare persone povere e ai margini della società.
Nel 1702 venne realizzato un cabreo in cui vennero descritti i possedimenti fondiari del San Lazzaro, all’epoca molto ricco: guadagnava infatti grazie a rendite agrarie amministrate da un'opera pia, e al possesso di edifici e terreni della città.
Nel 1655 le truppe spagnole saccheggiarono il plesso, distruggendo anche l’archivio.
Non rimane documentazione relativa alle cure prestate, ma le condizioni degli ospiti non dovevano essere ottimali, tant’è che nel 1754 il duca Francesco III d’Este tentò invano di migliorare il trattamento riservato ai malati.

### Ottocento
Nel 1821 il duca estense Francesco IV nominò Direttore del San Lazzaro il dottor Antonio Galloni, col compito di riordinare l’Istituto e di destinarlo alla sola cura dei malati di mente.
Galloni riformò la struttura prendendo come riferimento il manicomio di Aversa e il metodo dello psichiatra francese Pinel: il suo approccio prevedeva una “terapia morale”, che crede nella possibilità di instaurare un rapporto col paziente.
Alla morte di Galloni, nel 1855, il San Lazzaro godeva di fama europea.
Al Galloni succedette Luigi Biagi, che non seguì i metodi importati dal suo predecessore; le condizioni dell’ospedale erano così peggiorate che il direttore fu allontanato nel 1871
Ignazio Zani, direttore dal 1871 al 1873, diede inizio ai lavori di rinnovo architettonico e strutturale del San Lazzaro che furono continuati da Carlo Livi, suo successore.
Gli anni della direzione di Livi coincidono anche con la diffusione della psichiatria positivistica; divenne quindi necessario formare diversamente la nuova classe di medici.
Nel 1874 l’ospedale fu nominato sede della Clinica Psichiatrica Universitaria.
Livi inoltre potenziò la Biblioteca (che oggi porta il suo nome) e i laboratori scientifici, a cui si aggiunse il laboratorio di psicologia, uno dei primi in Italia.
Dal 1875 cominciò inoltre la pubblicazione la Rivista Sperimentale di Freniatria.
Gli anni della direzione di Augusto Tamburini (1877-1907) vennero caratterizzati da una progressiva maturazione scientifica: si approfondirono le pratiche terapeutiche e socio-riabilitative; vennero introdotti permanentemente l’uso delle cartelle cliniche e laboratori di musica e disegno.
La fotografia cominciò ad essere usata a scopo diagnostico e documentario.
Durante questo periodo il San Lazzaro raggiunse fama internazionale: la direzione curava molto la propria immagine di istituzione moderna e di centro di ricerca all’avanguardia, anche partecipando a molte esposizioni in Italia e all’estero.
Ad esempio a Parigi il San Lazzaro vinse la medaglia d’oro all’Esposizione Universale del 1900 nella sezione “Economia sociale, Igiene ed Assistenza pubblica”.

### Novecento

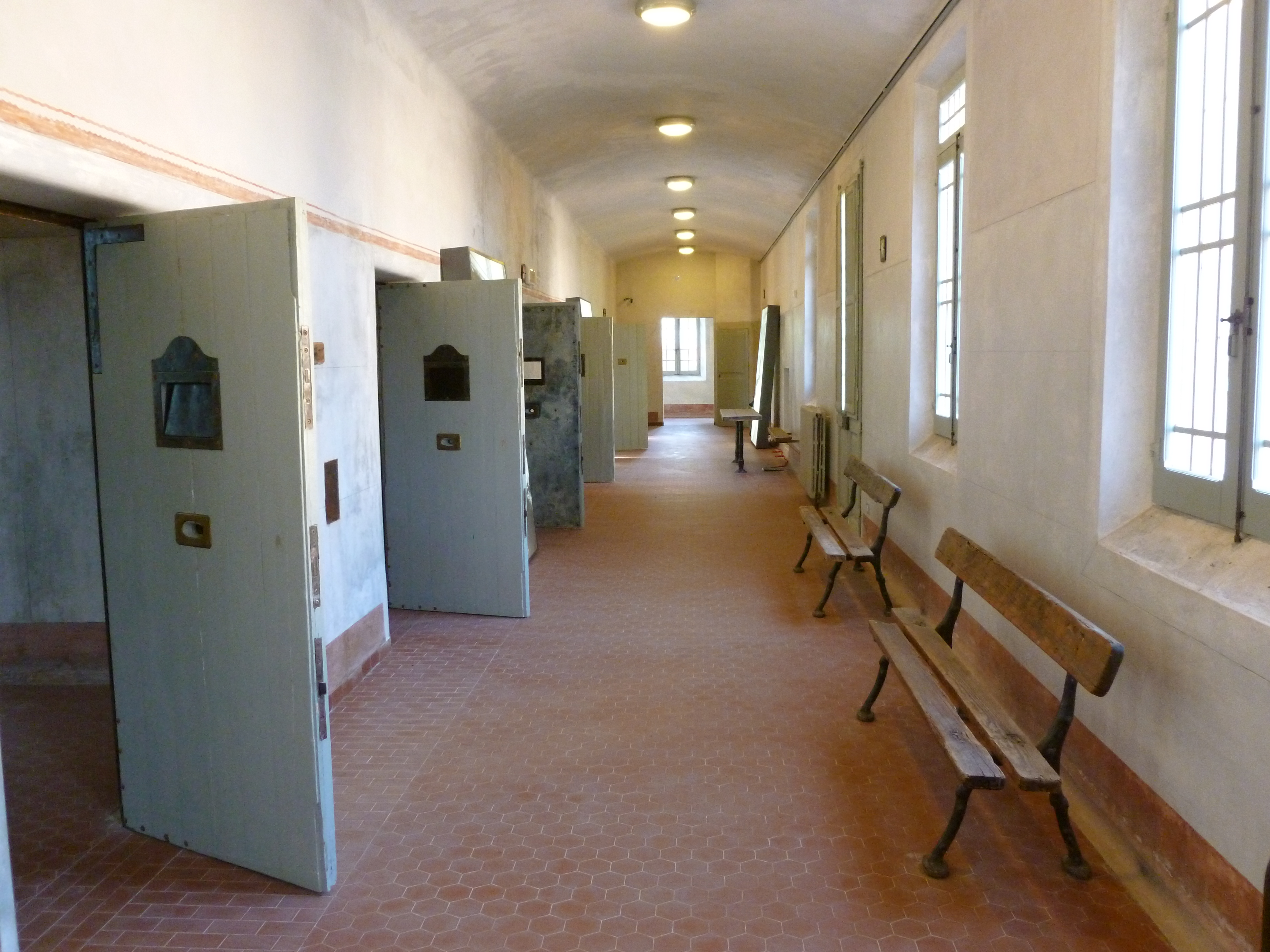
Corridoio con celle, lato ovest, Padiglione Lombroso

Dopo la legge 36 del febbraio 1904, gli istituti manicomiali svolsero un ruolo sempre più repressivo ed emarginante, a causa della connessione che la legge stabiliva tra malattia mentale e pericolosità sociale: aumentarono così anche i ricoveri al San Lazzaro e crebbe il numero dei padiglioni destinati ad ospitarli.
Nel 1907 fu nominato direttore Giuseppe Guicciardi, che rimase in carica fino al 1928. Durante la prima guerra mondiale il San Lazzaro venne adibito a ricovero per i soldati.
Dopo la disfatta di Caporetto, furono ospitati al San Lazzaro anche i malati civili che erano ricoverati negli ospedali psichiatrici di Udine, Venezia e Treviso, mentre due reparti vennero lasciati per i militari feriti, anche senza patologie psichiatriche. Infatti dall’inizio del conflitto il numero dei degenti aumentò considerevolmente, passando dai 1246 del 1913 ai 2150 del 1919. Vennero ricoverati qui circa 5.000 soldati che avevano sviluppato disturbi mentali al fronte.
Dal 1929 e durante il periodo fascista l'ospedale fu diretto dallo psichiatra Aldo Bertolani, fino al1950.
Al San Lazzaro come in altri ospedali, vennero implementate le terapie dello shock: insulinico, cardiazolico e l’elettroshock.
Nel 1944 il San Lazzaro venne ripetutamente bombardato: i morti furono circa un centinaio, mentre una sessantina i feriti gravi; vaste aree dell’Istituto furono rese inagibili.
Dalla metà degli anni ‘50 anche al San Lazzaro venne sperimentata per la prima volta la psicochirurgia (ad esempio la lobotomia) e l’uso di psicofarmaci. Negli anni ‘60 vengono denunciate le condizioni disumane in cui giacciono i malati negli ospedali psichiatrici italiani. La legge Mariotti a Reggio Emilia diede la possibilità nel 1968 di convertire i manicomi in Centri di Igiene Mentale, che però non rispondevano alle esigenze dei pazienti; in Italia restarono però in funzione anche gli ospedali psichiatrici.
Il San Lazzaro all’inizio degli anni ‘70 aveva ancora più di 2000 ricoverati; dopo l’approvazione della Legge 180, al 1º gennaio 1979 ne ospitava circa la metà.

### Il Museo di storia della Psichiatria
La collezione del Museo venne istituita inizialmente dal direttore Carlo Livi nel 1875, per mostrare i progressi, le scoperte e le applicazioni che formavano un titolo di vanto per la scienza psichiatrica e la sua istituzione e venne ampliata dai direttori successivi, che conservarono parte degli oggetti di cura non più in uso. Dopo alcune mostre che esposero oggetti e manufatti tra gli anni '70 e '80, nel 2011 venne infine inaugurato il Museo di Storia della Psichiatria.